# Luisa Tetrazzini

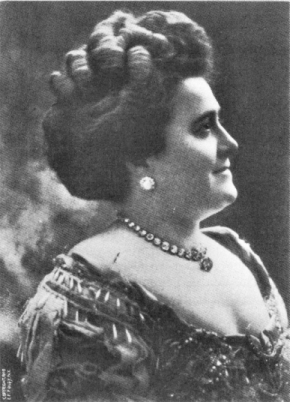

Luisa Tetrazzini (Florença, 29 de junho de 1871 — Milão, 28 de Abril de 1941) foi um soprano leggero coloratura italiana.	

## Biografia
Começou a cantar com três anos de idade. Sua primeira professora de canto foi sua irmã mais velha, Eva, que também foi uma cantora bem sucedida. Tetrazzini depois estudou no Instituto Musicale em Florence. Ela fez sua estréia na ópera em 1890 como Inez em L'Africaine de Meyerbeer; quando o soprano programado cancelou em um anuncio curto. A primeira parte de sua carreira foi passada principalmente nos provinciais teatros italianos e viajando na Rússia, Espanha e América do Sul. Seu repertório consistia primariamente de partes lírico-coloratura como Violetta, Philine, Oscar, Gilda e Lucia. Tetrazzini fez sua estréia nos Estados Unidos em San Francisco em 1905. O diretor do Metropolitan Opera Heinrich Conried aceitou uma opção em seus serviços naquele tempo, mas inexplicavelmente falhou para contratá-la. Uma famosa história sobre Tetrazzini ocorreu em San Francisco, onde ela cantou primeiramente em 1905. Após grande sucesso, ela veio para Nova Iorque onde ela foi uma sensação, eventualmente trabalhando sob contrato com Oscar Hammerstein. Após algumas dificuldades legais que a proibia de atuar, ela manteve uma conferencia com a imprensa e declarou, “Eu cantarei em San Francisco se eu tiver que cantar nas ruas, por que eu sei que as ruas de San Francisco são livres”. Estas linhas tem tornado ela famosa. Ela venceu seu caso legal, e seu agente anunciou que ela cantaria nas ruas de San Francisco. 
Em 1907 Tetrazzini fez estreia como Violetta em La Traviata no Covent Garden em Londres, onde ela era completamente desconhecida, e deste ponto em que ela foi uma super estrela da ópera internacional, ordenando os mais altos honorários e vendendo nas casas de óperas e salas de concertos onde ela se apresentava. Em 1908 Tetrazzini finalmente apresentou-se em Nova Iorque, não no Metropolitan, mas no Oscar Hammerstein's Manhattan Opera House, outra vez como Violetta e novamente com grande sucesso. Ela permaneceu leal ao Hammerstein e apresentou-se no Met para somente uma estação, em 1911-1912.
Tetrazzini possuía uma técnica vocal que permitia sua superação de todo desafio vocal com quase insolente facilidade. Ela tinha um completo domínio de rápidos, trillos, staccati e ornamentos vocais de todo tipo. Ela também tinha um brilhante registro agudo, estendendo a um mi5 acima do dó5. Diferente de muitas outras sopranos de coloratura daquele tempo, tais como Amelita Galli-Curci, as notas agudas de Tetrazzini não eram claras e delicadas, mas cheia e timbrada. Em débito o lado da leitura vocal de Tetrazzini seus registros vocais não eram bem integrados e poderia haver mudanças audíveis em movimento quando ela subia ou descia a escala. Seu registro grave era forte, mas o registro central era débil e mal desenvolvido, com uma qualidade que alguns críticos descrevia como "infantil" e o tenor John McCormack comparado para "o soar de um enfado infantil."
Tetrazzini era baixa e corpulenta e ela não tinha muito de uma atriz. Mas ela era uma boa musicista e tinha uma considerável personalidade, qualidades que são evidentes nas diversas gravações que ela fez. Ela gravou extensivamente para Victor e HMV. Suas melhores gravações incluem uma interpretação de "Io son Titania" em Mignon, de Ambroise Thomas e "Saper vorreste" em  Un ballo in maschera, de Verdi em qual a personalidade virtuosistica de Tetrazzini salta aos ouvintes. Em uma diferente nota, sua gravação de "Addio del passato" de La Traviata é muito movente e também demonstra seu fino legato. Sua ária "Una voce poco fa," feita pela Victor Label, mantém, após todos estes anos, insuperável para esta verdadeira jóia e ornamentação.
Tetrazzini teve uma muito amarga inimizade com Nellie Melba, mas era geralmente bem vista por seus colegas, incluindo Enrico Caruso e Frieda Hempel. Adelina Patti, o primeiro soprano da antiga geração, e não conhecida por generosidade para com outros cantores, era uma fã de Tetrazzini cantando.
Após a Primeira Guerra Mundial, Tetrazzini abandonou principalmente os palcos de óperas para os palcos de concertos. Ela foi pouco feliz em seus casamentos (três deles) então em sua carreira, e seu terceiro marido dissipou a considerável fortuna que ela tinha acumulado, forçando-se para continuar a dar longos concertos depois sua voz tinha ido. Seus últimos anos foram passando em dificuldades financeiras e declínio físico. Embora, o soprano permanecia contente e agradável, a pesar dela reduzir em circunstâncias. Ela dizia frequentemente, "Eu estou velha, eu estou gorda, mas eu ainda sou Tetrazzini." Em 1932, quando ela se retirou, ela foi filmada ouvindo uma gravação da redenção de Caruso "M'appari, Tutt'Amor," e começou a cantar junto com a gravação mostrando que sua voz ainda tinha plenitude de poder, Tetrazzini faleceu em Milão em 28 de Abril de 1941. O estado pagou por seu funeral.